# Bystrzyca (Lublin)
Pour les articles homonymes, voir Bystrzyca.
Bystrzyca (prononciation : [bɨsˈtʂɨt͡sa]) est un village polonais de la gmina de Wólka dans le powiat de Lublin de la voïvodie de Lublin dans l'est de la Pologne.
Le village comptait approximativement une population de 466 habitants en 2014.

## Histoire
De 1975 à 1998, le village est attaché administrativement à l'ancienne Voïvodie de Lublin.

Depuis 1999, il fait partie de la nouvelle voïvodie de Lublin.